# Sing Street
Sing Street is een Iers-Britse muziekfilm en romantische komedie uit 2016 onder regie van John Carney. De hoofdrollen worden vertolkt door Ferdia Walsh-Peelo, Lucy Boynton, Maria Doyle Kennedy, Aidan Gillen en Jack Reynor.

## Verhaal
Een tienerjongen die in het Dublin van de jaren 1980 opgroeit, begint met zijn vrienden een rockband. Muziek is een manier om te ontsnappen aan de spanningen binnen zijn familie en indruk te maken op een meisje dat hij leuk vindt.

## Rolverdeling
| Acteur              | Personage            |
| ------------------- | -------------------- |
| Ferdia Walsh-Peelo  | Conor "Cosmo" Lawlor |
| Lucy Boynton        | Raphina              |
| Jack Reynor         | Brendan Lawlor       |
| Aidan Gillen        | Robert Lawlor        |
| Maria Doyle Kennedy | Penny Lawlor         |
| Kelly Thornton      | Ann Lawlor           |
| Ben Carolan         | Darren Mulvey        |
| Mark McKenna        | Eamon                |
| Percy Chamburuka    | Ngig                 |
| Conor Hamilton      | Larry                |
| Karl Rice           | Garry                |
| Ian Kenny           | Barry Bray           |
| Don Wycherley       | Brother Baxter       |
| Lydia McGuinness    | Miss Dunne           |

## Productie
Regisseur John Carney schreef zelf het script, dat hij gedeeltelijk baseerde op zijn eigen jeugd in het Dublin van de jaren 1980. Zo ging hij net als het hoofdpersonage naar de school Synge Street CBS. Het filmproject werd in februari 2014 aangekondigd. Vijf maanden later verklaarde Carney dat hij onbekende acteurs voor het project zocht. Uiteindelijk werd de vijftienjarige Ferdia Walsh-Peelo gecast als het hoofdpersonage Conor. In september 2014 raakte de casting van Aidan Gillen, Maria Doyle Kennedy en Jack Reynor bekend. Diezelfde maand gingen de opnames van start in Dublin.
De film ging op 24 januari 2016 in première op het Sundance Film Festival.

## Prijzen en nominaties
| Jaar | Prijs / Festival         | Categorie                   | Uitslag     |
| ---- | ------------------------ | --------------------------- | ----------- |
| 2016 | National Board of Review | Top 10 onafhankelijke films | Gewonnen    |
| 2017 | Golden Globes            | Beste musical/komedie       | Genomineerd |